# Landscape Arch
Landscape Arch est une arche naturelle située à Devil's Garden (le jardin du diable), l'endroit où se trouve la plus grande concentration d'arches dans le parc national des Arches, en Utah, dans l’ouest des États-Unis. 
Avec près de 89 mètres de long, à 32 mètres au-dessus du sol, Landscape Arch est une des plus grandes arches naturelles du monde. À l'endroit le plus mince, sa largeur est de 3,35 mètres et son épaisseur de seulement 1,80 mètre.

## Géographie
L'arche peut être atteinte depuis la route par un sentier de randonnée dit Landscape Arch Trail.

## Histoire
Elle fut nommée par Frank Beckwith, le responsable de l'expédition scientifique du monument national des Arches, qui explora la région lors de l'hiver 1933-1934. Lors de l'attribution initiale des noms des arches, la personne qui était chargée de placer les panneaux des arches devant celles-ci s'est trompée et a inversé les noms de Delicate Arch et de Landscape Arch, d'où le fait que leur nom ne correspond pas à leur morphologie.
La Natural Arch and Bridge Society l'a longtemps considérée comme la plus longue arche naturelle au monde. En 2004, la Société l'a mesurée à 88,4 m (290.1 ± 0.8 feet) ce qui est sensiblement plus grand que la mesure faite par la Société en 2006 de Kolob Arch située dans le Parc national de Zion. 
Depuis 1991, trois larges blocs de grès mesurant 9.1, 14, et 21 mètres (30, 47, et 70 feet) de long se sont décrochés de l'arche, au niveau de sa portion la plus fine, obligeant le Parc à condamner le chemin qui passait alors en dessous. Ces effondrements ont mis en évidence que l'arche était en train de se désagréger lentement, et que son espérance de vie était particulièrement limitée. D'un autre côté, cette perte de plusieurs tonnes de roches, pourrait avoir rendu l'arche plus stable.